# Volcano Entertainment
Volcano Entertainment (іноді відома як Volcano Records) — був американським музичним лейблом, заснованим у 1996 році, який випускав альбоми Tool, 311, Size 14, Survivor і «Weird Al» Yankovic (останні два були колишніми Scotti Bros).

## Історія
Volcano Records була заснована Кевіном Цзінгером у 1996 році

## Релізи
Спочатку продукцію Volcano розповсюджувала BMG. Коли Zomba придбала лейбл у 1998 році, розповсюдження здійснювалося через мережу Zomba, яка, залежно від території, могла бути BMG, Virgin, сама Zomba або іншими меншими лейблами. Коли Zomba була придбана BMG, BMG знову стала єдиним світовим дистриб’ютором. У період з 2004 по кінець 2008 року дистрибуція перейшла на Sony BMG відповідно до злиття Sony і BMG. З початку 2009 року Sony Music Entertainment поширює продукцію Volcano по всьому світу.